# Marcelino Olaechea Loizaga
Marcelino Olaechea Loizaga (Barakaldo, 9 de gener de 1888 - València, 21 d'octubre de 1972) va ser un religiós salesià basc. Va ser bisbe de Pamplona durant la Guerra Civil i la postguerra (1935-1946) i més tard arquebisbe de València fins al seu retir el 1966.

## Biografia
Va néixer al barri de Lutxana, on té un carrer dedicat. Va ingressar en el col·legi salesià de Barakaldo en 1897. En 1901 va entrar a la casa de formació dels salesians a Villaverde de Pontones (Cantàbria). Va estudiar Filosofia en el noviciat i Estudiantat Filosòfic de Carabanchel Alto, llavors als voltants de Madrid, on va prendre els hàbits als 16 anys, i Teologia (en l'Estudiantat Internacional de Torí).
En 1912 va ser ordenat sacerdot, i fou destinat com a director de diversos col·legis de l'orde (La Corunya en 1915, Carabanchel Alto en 1917). Més tard va ser provincial de Catalunya, València i Madrid.
En 1933 va ser nomenat pel Vaticà visitador dels Seminaris de les províncies eclesiàstiques de València, Granada i Sevilla. En 1934 va tornar a la vida salesiana, com a director del col·legi de la Ronda d'Atocha, a Madrid.

### Bisbe de Pamplona
El 9 de novembre de 1935 era nomenat bisbe de Pamplona, consagrat a Madrid el 27 d'octubre del mateix any.
Inicialment, es va mostrar contrari a intervenir en política i era conegut per la seva preocupació per les condicions materials i espirituals dels obrers. Així, en clausurar unes jornades de Acción Católica a Pamplona (19 de gener de 1936), va recomanar a militants i propagandistes que evitessin parlar de política, o que evitessin exaltar tant a Espanya "que sembli que la Religió és un mer mitjà de sostenir la Pàtria terrestre". No obstant això, poc després va mostrar la seva adhesió a les forces polítiques dretanes que s'oposaven a la República. El 10 de febrer de 1936, sis dies abans de les eleccions, va participar en un solemne acte de profund sentiment patriòtic celebrat en el palau episcopal de Pamplona, en el qual va donar audiència a un grup de joves de la Secció Femenina i dues unitats de Falange vestint la camisa blava i formades militarment, beneint la seva bandera als participants.
Després del cop d'estat del 18 de juliol de 1936, va evitar al principi les mostres d'adhesió als alçats. Així, va excusar la seva assistència, al·legant malaltia, a la missa de campanya organitzada pel Diario de Navarra el dia 25 de juliol, festivitat de Santiago, per a consagrar el requeté al Sagrat Cor de Jesús en la plaça del Castell pamplonesa.
Als carlistes i als militars insurgents els irritava l'actitud del bisbe de Pamplona, que va deplorar l'esclat de la guerra i es va negar a beneir incondicionalment les tropes. A la fi de juliol, s'acusava Olaechea de socialista.

#### La carta pastoral conjunta
El 6 d'agost —quan les notícies sobre les matances de religiosos en la zona republicana ja havien arribat a Navarra (el bisbe de Lleida, Salvi Huix i Miralpeix, havia estat assassinat el 5 d'agost)— es llegeix des de la ràdio de Vitòria una carta pastoral conjunta dels bisbes de Pamplona i Vitòria. Aquesta carta es refereix a la "col·laboració basco-comunista" i s'hi negava la licitud de "fraccionar les forces catòliques davant l'enemic comú", considerant enemic comú a "aquest monstre modern, el marxisme o comunisme, hidra de set caps, síntesis de tota heretgia" referint-se a la col·laboració dels nacionalistes bascos amb les forces republicanes, per a oposar-se a les declaracions de José Antonio Aguirre, membre del PNB i de l'Associació Catòlica Nacional de Propagandistes, i futur lehendakari, en les quals sostenia que la guerra no era religiosa, en el sentit de croada, sinó simplement política i social. La pastoral no va aconseguir el seu objectiu i els nacionalistes bascos van continuar oposant-se als revoltats.
No hi ha unanimitat quant a la redacció d'aquesta carta:
- Aquesta carta pastoral conjunta va ser redactada, segons alguns autors pel cardenal primat Isidre Gomà, i havien estat els mateixos Mateo Múgica i Marcelino Olaechea els que havien acudit a Gomá per a sol·licitar-li que elaborés un document "en el qual es declarés la improcedència o il·licitud de la conducta del nacionalisme basc".[6]
- Per Jackson, l'autor de la carta va ser Gomà. Amb la idea d'evitar una lluita fratricida entre catòlics, va insistir davant Múgica i Olaechea perquè redactessin la carta pastoral, condemnant l'oposició dels nacionalistes a l'alçament. Finalment la va redactar ell, enviant-la-hi als dos bisbes per a correccions. A Olaechea li va semblar molt forta, per la qual cosa va introduir alguns afegits i correccions. Múgica va voler consultar amb persones de la seva confiança de Bilbao abans d'aprovar la redacció de Gomà. Però la carta va ser llegida com a conjunta per la ràdio de Vitòria sense el beneplàcit de Múgica i sense les correccions i afegits d'Olaechea. Com a Bilbao es coneixien les circumstàncies d'aquesta carta, no va ser acceptada com una veritable pastoral, malgrat que Múgica declarés al setembre que no havia sofert cap pressió per a la seva redacció.[7]
- Poc després, el 10 de gener de 1937, el cardenal Gomà cita aquesta pastoral sense reconèixer-la com a obra seva.[8]

#### Olaechea decideix donar suport aLa Croada
El suport d'Olaechea als revoltats es va fer explícit a la fi d'agost quan convoca una "solemne processó de rogació" a la Verge del Rosari per al 23 d'agost amb aquestes paraules:
| « | Vivim una hora històrica en la qual es ventilen els sagrats interessos de la Religió i de la Pàtria [..] una contesa entre la civilització i la barbàrie. | » |

Aquest mateix dia, el bisbe Olaechea va publicar una exhortació pastoral en la qual qualifica explícitament la guerra de «Croada» (en ella, demanava almoines per als qui combatien «per la causa de Déu i per Espanya, perquè no és una guerra [..] és una Croada, i l'Església [..] no pot menys de posar quant té en favor dels seus croats»). Era el primer bisbe a qualificar-la així.
El 22 d'octubre, Falange va celebrar a Pamplona l'aniversari de la seva fundació, amb una missa de campanya davant les autoritats i milers d'assistents. En el sermó Olaechea va proclamar el seu «afecte» a Falange «per ser bisbe, per ser patriota i per ser amant de l'obrer».
Durant tot l'estiu, desenes de sacerdots i seglars havien acudit al palau episcopal per a demanar-li al bisbe que intercedís pels represaliats. No obstant això, el bisbe va callar, com va citar en les seves memòries Marino Ayerra. Només al novembre, quan els habitants d'un poble de Navarra van linxar a 50 presos polítics, el bisbe Olaechea va demanar que cessessin les "saques", "passejos" i assassinats extrajudicials a Navarra. Així el dia 15 va dirigir un discurs, titulat "Ni una gota de sang de venjança", a uns dos-cents joves d'Acción Católica a la parròquia de San Agustín de Pamplona. En ella deia:
| « | No més sang que la que vulgui el Senyor que s'aboqui, intercessora en els camps de batalla per a salvar a la nostra Pàtria, gloriosa i estripada. [..] No més sang que la decretada pels Tribunals de Justícia, serena, llargament pensada, escrupolosament discutida, clara, sense dubtes, que mai serà amarga font de remordiments. | » |

No obstant això, durant els últims mesos de 1936 i gairebé tot 1937 van ser molt pocs els assassinats que van passar per consells de guerra i tribunals militars. La repressió «legal», simbolitzada pels «Tribunals de Justícia» que reclamava Olaechea no va començar a imposar-se en la zona franquista fins a tardor de 1937.
Olaechea va ser un dels signants de la Carta Col·lectiva de l'Episcopat espanyol als bisbes del món sencer, l'1 de juliol de 1937.
Després de la fi de la Guerra Civil, Olaechea va continuar sent bisbe de Pamplona fins que el papa Pius XII el va nomenar arquebisbe de València el 17 de febrer de 1946.

### Arquebisbe de València

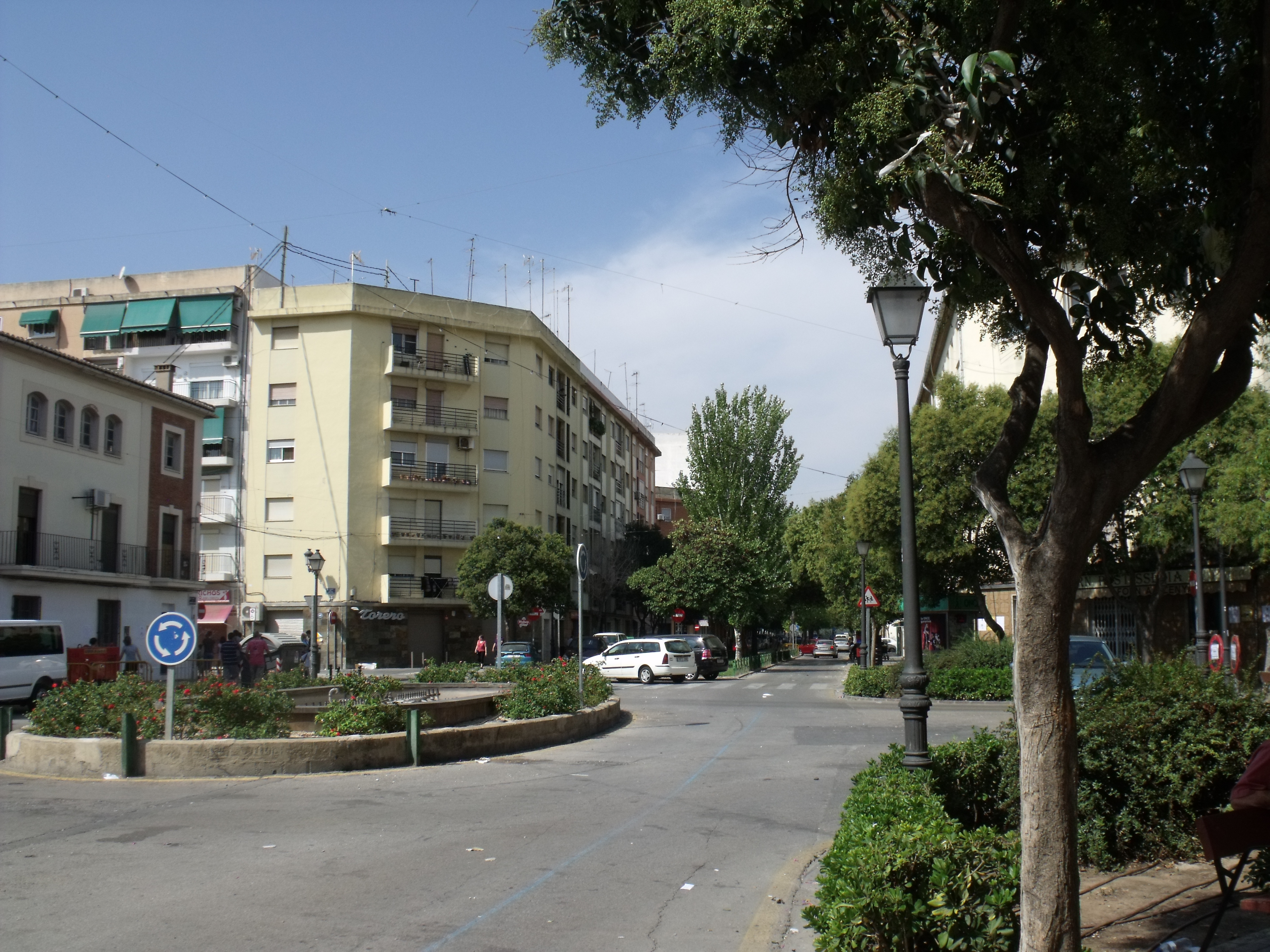
Carrer dedicat a l'arquebisbe Olaechea, en el barri de Sant Marcel·lí, promogut per ell mateix.

El pontificat d'Olaechea en València es va caracteritzar per grans manifestacions i concentracions: processó de la Verge dels Desemparats a València en produir-se les Noces de Plata de la seva coronació canònica, les Missions Populars de 1949 i 1955 a València, els Congressos Eucarístics Regionals, el Quart Congrés Nacional Catequístic, l'Any Sant de 1950 o l'Any Marià de 1954. Va prologar l' Eucologio de Vicent Sorribes i Gramatge (1951), el Cancionero Diocesano recopilat per Mn. Climent (1959) i la Recopilación de Cánticos Cristianos d'Agustí Alamán Rodrigo (1961). Després de la promulgació de la constitució Sacrosanctum Concilium, en 1966 signava la carta pastoral Lengua latina, lenguas vernáculas y liturgia. a promoure la construcció en 1954 del barri conegut com a Sant Marcel·lí per a persones necessitades d'un habitatge.
Fites del pontificat d'Olaechea van ser la celebració del Sínode diocesà de 1951 o la construcció d'un nou seminari Metropolità a Montcada, la potenciació del laïcat catòlic, simbolitzat per Acció Catòlica. També va afavorir iniciatives de tipus assistencial, com la creació en 1948 de l'Institut Social Obrer, per a la formació dels treballadors, la fundació en 1947 del Banc de Nostra Senyora dels Desemparats, per a l'ajuda als necessitats; o la construcció d'habitatges protegits.

### Renúncia i defunció
En complir els 75 anys, segons les normes del Concili Vaticà II, va presentar la seva renúncia, que va ser acceptada pel papa Pau VI el 19 de novembre de 1966.
Marcelino Olaechea va morir a València el 21 d'octubre de 1972. Les seves restes mortals descansen en la capella de Sant Tomàs de Villanueva de la catedral.